# Claudio Toro
Claudio Toro (Santiago, 20 de julio de 1954 - ibídem, 17 de octubre de 2013) fue un futbolista profesional chileno que jugaba en la posición de centrocampista.

## Biografía
Claudio Toro debutó como futbolista profesional con Magallanes en 1979 tras subir de las filas inferiores del club. Permaneció en el equipo un total de seis temporadas, en las que marcó 23 goles en 113 partidos jugados. Además ganó la Liguilla Pre-Libertadores en 1983. Posteriormente ya en 1985 fichó por el CD Palestino, regresando en 1989 a Magallanes, donde estuvo dos temporadas.
En 1991 jugó por Soinca Bata, para en 1992 defender la camiseta de Santiago Morning. La temporada 1993 jugó para Ferroviarios, para regresar en 1994 a Magallanes y jugar su última temporada como futbolista,
Claudio Toro falleció el 17 de octubre de 2013 a los 59 años de edad en la Posta Central tras sufrir un infarto cerebral.

## Selección nacional
Claudio Toro fue convocado el 17 de junio de 1984 para jugar un partido amistoso con la selección de fútbol de Chile, en que enfrentó a Inglaterra, finalizando el encuentro con empate a cero.

#### Partidos internacionales
| 1     | 17 de junio de 1984 | Estadio Nacional, Santiago, Chile | Chile      | 0-0 | Inglaterra |   |  | Isaac Carrasco | Amistoso |
| Total | Total               | Total                             | Presencias | 1   | Goles      | 0 |  |                |          |

| Selección chilena | Selección chilena | Selección chilena |
| Año               | Partidos          | Goles             |
| ----------------- | ----------------- | ----------------- |
| 1984              | 1                 | 0                 |
| Total             | 1                 | 0                 |

## Clubes
| Club             | País  | Año       | Partidos | Goles |
| ---------------- | ----- | --------- | -------- | ----- |
| Magallanes       | Chile | 1979-1985 | 113      | 23    |
| Palestino        | Chile | 1985-1988 | ¿?       | ¿?    |
| Magallanes       | Chile | 1989-1990 |          |       |
| Soinca Bata      | Chile | 1991      |          |       |
| Santiago Morning | Chile | 1992      |          |       |
| Ferroviarios     | Chile | 1993      |          |       |
| Magallanes       | Chile | 1994      |          |       |

## Palmarés
Magallanes
- Liguilla Pre-Libertadores: 1983